# Samsung Galaxy Tab S 8.4
Il Samsung Galaxy Tab S 8.4 è un tablet computer Android di 8.4 pollici prodotto e messo in commercio dalla Samsung Electronics. Appartiene alla nuova ultra serie "S" del Samsung Galaxy Tab, che include anche un modello di 10.5 pollici, il Samsung Galaxy Tab S 10.5. È stato annunciato il 12 giugno 2014, ed è stato distribuito a luglio 2014. Questo è il primo Tablet di 10.5 della Samsung che si propone di essere un concorrente diretto dell'LG G Pad 8.3 e dell'iPad mini con schermo retina.

## Storia
Il Galaxy Tab S 8.4 è stato annunciato il 12 giugno 2014. È stato mostrato insieme al Galaxy Tab S 10.5 al Samsung Galaxy Premier 2014 a New York.
Korean electronics giant Samsung il 2 luglio 2014 ha lanciato il suo nuovo tablet 'Tab S'in India.
Il 17 luglio 2015 viene distribuita, per il modello wifi+lte, la versione 5.0.2 del sistema operativo Android.

## Caratteristiche
Il Galaxy Tab S 8.4 è stato distribuito con la versione Android 4.4.2 Kitkat. Samsung ha personalizzato l'interfaccia con il software TouchWiz Nature UX 3.0. Come la standard suite di Google Apps, ha Samsung Apps come ChatON, S Suggest, S Voice, S Translator, S Planner, WatchON, Smart Stay, Multi-Window, Group Play, All Share Play, Samsung Magazine, Professional pack, Multi-user mode,
SideSync 3.0 e Gear/Gear fit manager.
Il Galaxy Tab S 8.4 è disponibile in WiFi e in 4G/LTE + WiFi. La memoria è 16 GB, con una card slot microSDXC per l'espansione fino a 128 GB. Ha uno schermo da 8.4 pollici con una risoluzione di 2560x1600 WQXGA e una densità pixel di 359 ppi. Ha anche una fotocamera anteriore di 2.1 MP senza flash e una fotocamera posteriore di 8.0 MP AF con flash LED. Registra video in Full HD 30fps.

## Versioni
- SM-T700 (WiFi)
- SM-T705 (3G e 4G/LTE & WiFi)